# Guido Martuscelli
Guido Martuscelli (Salerno, 28 luglio 1905 – Roma, 27 novembre 1987) è stato un politico italiano.
Laureato in Chimica ed in Giurisprudenza, esercitò la professione di avvocato.
Nella I Legislatura fu Deputato nel gruppo comunista, eletto nel collegio di Benevento e proclamato il 19 settembre 1951, in sostituzione del defunto on. Luigi Cacciatore. Fece parte della Giunta per le autorizzazioni a procedere in giudizio e della commissione affari interni.
Fu rieletto nella II Legislatura, sempre nel gruppo comunista. Fece parte ancora della Giunta per le autorizzazioni a procedere e della commissione Giustizia.